# Vengeance 2002
Vengeance 2002 was een professioneel worstel-pay-per-viewevenement dat geproduceerd werd door World Wrestling Entertainment (WWE). Dit evenement was de tweede editie van Vengeance en vond plaats in de Joe Louis Arena in Detroit (Michigan) op 21 juli 2002.
De belangrijkste gebeurtenis was Triple Threat match tussen de kampioen The Undertaker, Kurt Angle en The Rock voor het Undisputed WWE Championship. The Rock won de match en werd de nieuwe Undisputed WWE Champion.

## Resultaten
| Nr.                                                                          | Match | Winnaar(s)                                    |
| ---------------------------------------------------------------------------- | --- | --------------------------------------------- |
| -                                                                            | Steven Richards vs. Goldust in een een-op-eenmatch                                                                   | Goldust                                       |
| 1                                                                            | Eddie Guerrero & Chris Benoit vs. Bubba Ray Dudley & Spike Dudley in een Elimination Tables match                    | Bubba Ray Dudley & Spike Dudley               |
| 2                                                                            | Jamie Noble (c) (met Nidia) vs. Billy Kidman in een een-op-eenmatch voor het WWE Cruiserweight Championship          | Jamie Noble (c)                               |
| 3                                                                            | Jeff Hardy (c) vs. William Regal in een een-op-eenmatch voor het WWE European Championship                           | Jeff Hardy (c)                                |
| 4                                                                            | Chris Jericho vs. John Cena in een een-op-eenmatch                                                                   | John Cena                                     |
| 5                                                                            | Rob Van Dam (c) vs. Brock Lesnar (met Paul Heyman) in een een-op-eenmatch voor het WWE Intercontinental Championship | Rob Van Dam (c), diskwalificatie Brock Lesnar |
| 6                                                                            | The Big Show vs. Booker T in een No Disqualification match                                                           | Booker T                                      |
| 7                                                                            | Hollywood Hulk Hogan & Edge (c) vs. The Un-Americans in een tag team match voor het World Tag Team Championship      | The Un-Americans (nc)                         |
| 8                                                                            | The Undertaker (c) vs. Kurt Angle vs. The Rock in een Triple Threat match voor het Undisputed WWE Championship       | The Rock (nc)                                 |
| (c) huidige kampioen voor en na de match \| (nc) nieuwe kampioen na de match | |                                               |